# El héroe sacrílego
El héroe sacrílego (Shin heike monogatari) es una película japonesa dirigida por Kenji Mizoguchi, estrenada en 1955.

## Argumento
Basado en un relato de Eiji Yoshikawa. Japón, en el siglo XIII hay rivalidad entre monjes y nobles. El clan Taïra, dirigido por Tadamori, no consigue ser considerado en su justa medida en la corte. El hijo de Tadamori, Kiyomori, descubre que es posible que sea en realidad el hijo del antiguo emperador, que fue amante de su madre, una cortesana.

## Reparto
- Narutoshi Hayashi: Taira Torodai
- Raizô Ichikawa: Taira Kiyomori
- Tatsuya Ishiguro: Fujiwara no Tokinobu
- Michiyo Kogure: Yasuko
- Akitake Kôno: Heiroku
- Yoshiko Kuga: Tokiko
- Tamao Nakamura: Shigeko
- Shunji Natsume: L'empereur Toba
- Ichijirô Oya: Taira no Tadamori
- Mitsusaburô Ramon: Ryokan
- Kunitaro Sawamura: Joku
- Eitarô Shindô: Banboku
- Eijirô Yanagi: L'empereur Shirakawa